# Миронцминда
Миронцминда (груз. მირონწმინდა) — село в Грузии, на территории Харагаульского муниципалитета края (мхаре) Имеретия.

## География
Село находится в западной части Грузии, в долине реки Карнеби (правый приток Чхеримелы), на расстоянии 6 километров к северо-востоку от посёлка городского типа Харагаули, административного центра муниципалитета. Абсолютная высота — 377 метров над уровнем моря.

## Население
По результатам официальной переписи населения 2014 года, постоянное население в Миронцминде отсутствовало.
| Год  | Население, человек |
| ---- | ------------------ |
| 2002 | 18                 |
| 2014 | ↘ 0                |